# Керия (уезд)
Уезд Керия (уйг. كېرىيە ناھىيىسى‎, Kériye Nahiyisi) или уезд Юйтя́нь (кит. упр. 于田县, пиньинь Yútián xiàn) — уезд округа Хотан Синьцзян-Уйгурского автономного района КНР. Власти уезда размещаются в посёлке Керия.

## История
Уезд Юйтянь (于阗县) был образован в 1882 году; его административным центром был Каракаш, а Керия была лишь почтовой станцией. В 1885 году административный центр уезда был перемещён в Керию. В 1959 году официальное китайское написание названия «Юйтянь» было изменено с 于阗 на 于田.

## Административное деление
Уезд Юйтянь делится на 2 посёлка и 13 волостей.

## Экономика
Развиты сельское хозяйство, в том числе цветоводство (выращивание роз), а также экотуризм, производство эфирных масел, цветочного чая и косметики. По состоянию на 2024 год площадь выращивания роз в уезде составляла около 80 тыс. му (более 5 300 га), производство роз превышало 12 тыс. тонн.

## Транспорт
В конце 2020 года в уезде открылся новый пассажирский аэропорт. 